# Dorjulopirata dorjulanus
Dorjulopirata dorjulanus  (лат.) — вид паукообразных семейства пауков-волков (Lycosidae), входит в состав монотипического рода Dorjulopirata. Впервые описан чешским учёным-арахнологом Яном Бухаром в 1997 году.

## Распространение, систематика
Эндемик Бутана.
Типовые экземпляры (голотип и паратип) — самки, хранятся в Музее естественной истории Базеля (Швейцария). Голотип (с коконом) обнаружен в местности Дорджула на высоте 3100 м над уровнем моря.